# Charente (departement)
Charente (16) is een Frans departement, gelegen in de regio Nouvelle-Aquitaine.

## Geschiedenis
Het departement was een van de 83 departementen die werden gecreëerd tijdens de Franse Revolutie, op 4 maart 1790 door uitvoering van de wet van 22 december 1789, uitgaande van het gebied Angoumois. Het departement was onderdeel van de regio Poitou-Charentes tot dat op 1 januari 2016 werd opgeheven.

## Geografie
Charente is omgeven door de departementen Vienne, Haute-Vienne, Dordogne, Gironde, Charente-Maritime en Deux-Sèvres.
Het departement ontleent zijn naam aan de rivier de Charente, die door het gebied stroomt.
De drie arrondissementen in het departement zijn:
- Arrondissement Angoulême
- Arrondissement Cognac
- Arrondissement Confolens

## Demografie
De inwoners van Charente heten Charentais.

### Demografische evolutie sinds 1962
| Naam       | Index 1962 | Index 1968 | Index 1975 | Index 1982 | Index 1990 | Index 1999 | Index 2008 | Index 2019 |
| ---------- | ---------- | ---------- | ---------- | ---------- | ---------- | ---------- | ---------- | ---------- |
| Charente   | 100,0      | 101,0      | 102,9      | 104,0      | 104,4      | 103,7      | 107,3      | 107,2      |
| Frankrijk* | 100,0      | 107,1      | 113,3      | 117,0      | 121,9      | 126,0      | 133,8      | 140,1      |

| Naam       | Inw./Km² 1962 | Inw./km² 1968 | Inw./km² 1975 | Inw./km² 1982 | Inw./km² 1990 | Inw./km² 1999 | Inw./km² 2008 | Inw./km² 2019 |
| ---------- | ------------- | ------------- | ------------- | ------------- | ------------- | ------------- | ------------- | ------------- |
| Charente   | 55,0          | 55,6          | 56,6          | 57,2          | 57,4          | 57,0          | 59,0          | 59,1          |
| Frankrijk* | 84,2          | 90,1          | 95,4          | 98,5          | 102,7         | 106,1         | 112,7         | 119,7         |

Frankrijk* = exclusief overzeese gebieden
Bron: Recensement Populaire INSEE - 1962 tot 1999 population sans doubles comptes, nadien Population Municipale
Op 1 januari 2022 had Charente 351.603 inwoners.

### De 10 grootste gemeenten in het departement
| Nr. | Gemeente                  | Aantal inwoners (2022) |
| --- | ------------------------- | ---------------------- |
| 1   | Angoulême                 | 41.423                 |
| 2   | Cognac                    | 18.466                 |
| 3   | Soyaux                    | 10.057                 |
| 4   | La Couronne               | 7.759                  |
| 5   | Saint-Yrieix-sur-Charente | 7.556                  |
| 6   | Ruelle-sur-Touvre         | 7.396                  |
| 7   | Gond-Pontouvre            | 5.884                  |
| 8   | L'Isle-d'Espagnac         | 5.691                  |
| 9   | Champniers                | 5.237                  |
| 10  | Barbezieux-Saint-Hilaire  | 4.738                  |

## Afbeeldingen

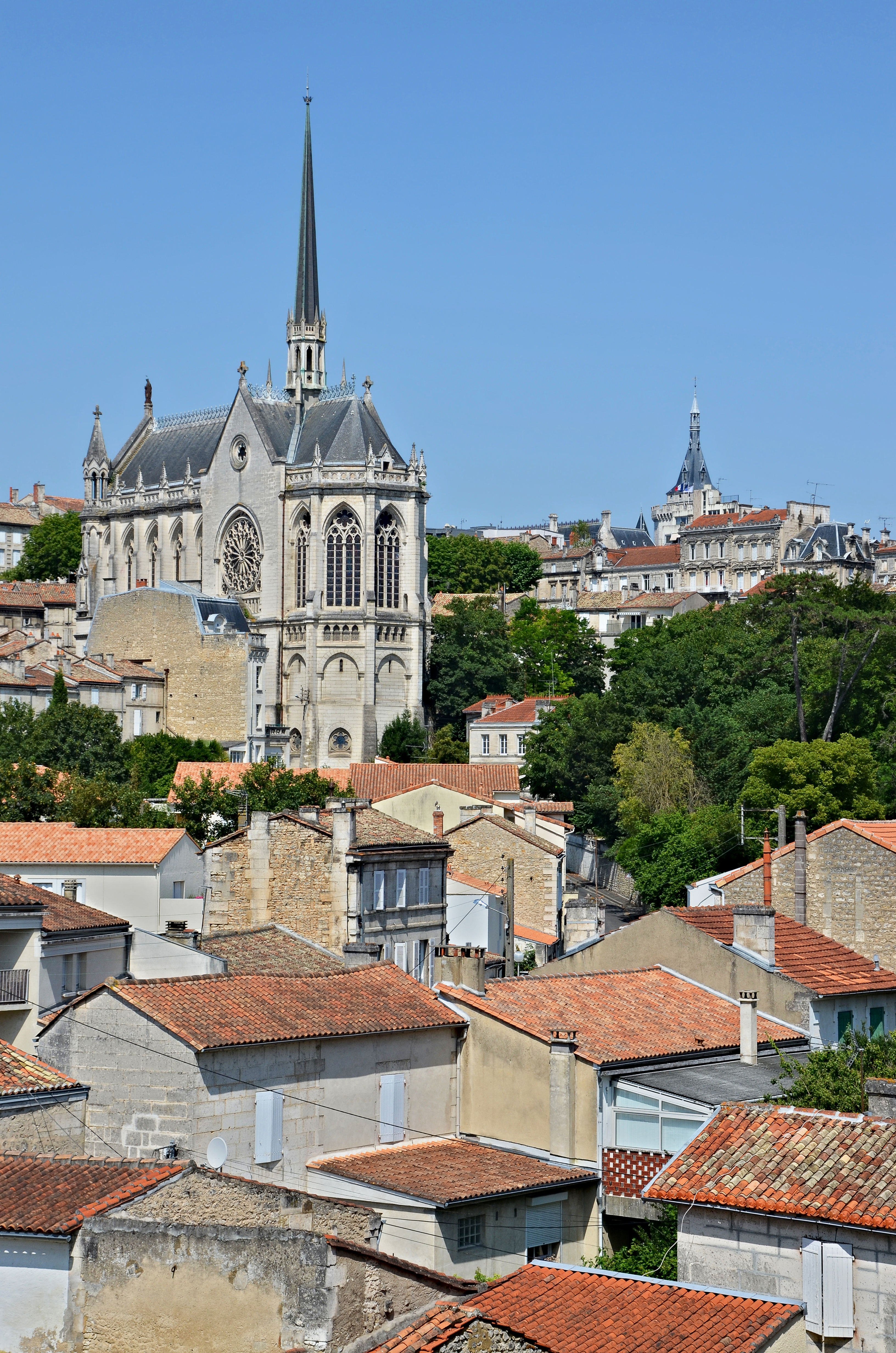
Angoulême
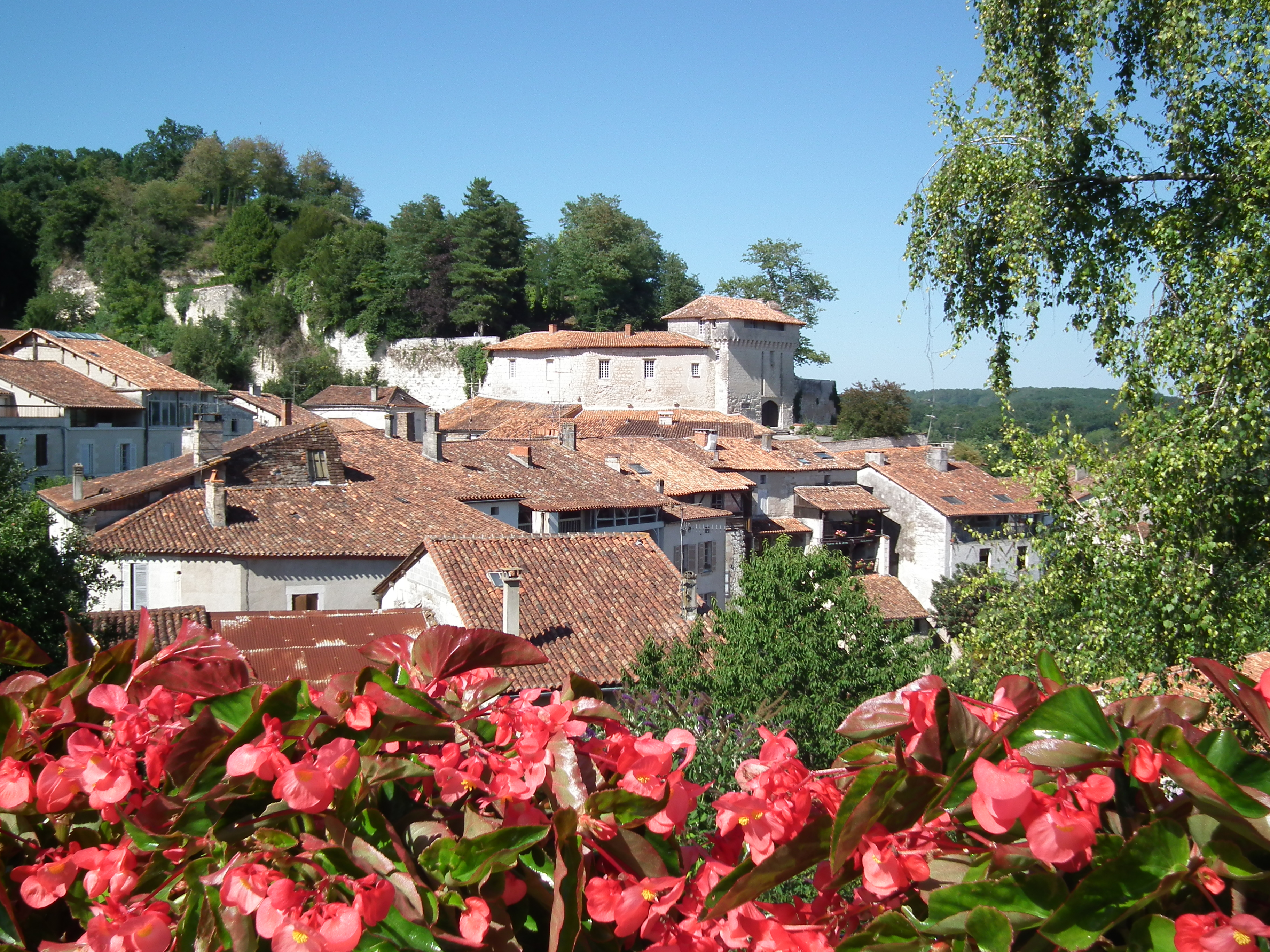
Aubeterre-sur-Dronne
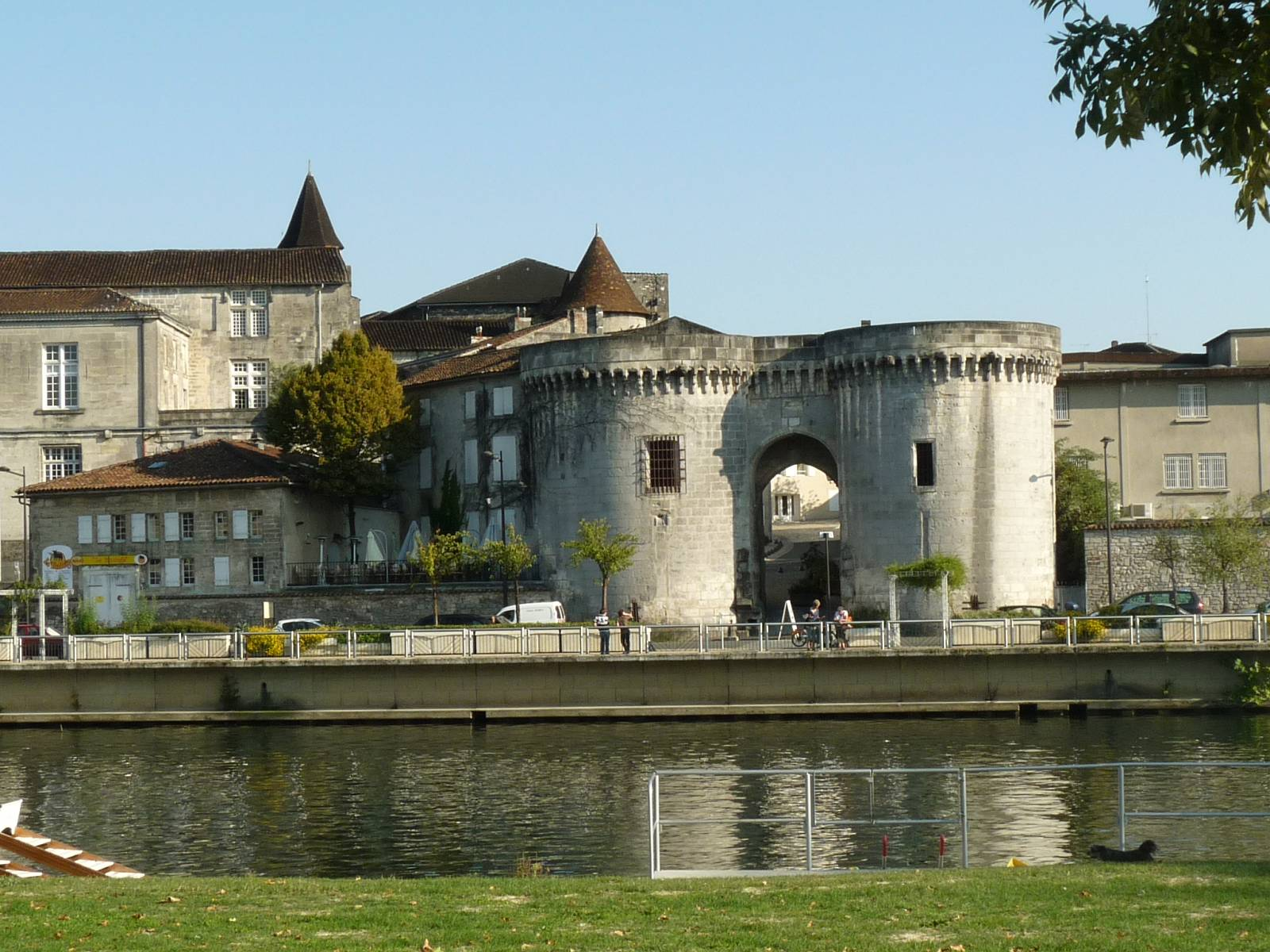
Cognac